# 施尼菲斯
施尼菲斯是奥地利福拉尔贝格州费尔德基希县的一个市镇。总面积4.87平方公里，总人口730人，人口密度149.9人/平方公里（2005年）。